# بخش پینت (شهرستان فایت، اوهایو)
بخش پینت (به انگلیسی: Paint Township) یک منطقهٔ مسکونی در ایالات متحده آمریکا است که در شهرستان فیت، اوهایو واقع شده‌است.
 بخش پینت ۱۳۳٫۵۵ کیلومتر مربع مساحت و ۱٬۹۷۵ نفر جمعیت دارد و ۳۰۱ متر بالاتر از سطح دریا واقع شده‌است.